# نيل يونغ (سياسي)
نيل يونغ هو سياسي كندي، ولد في 28 أغسطس 1936 في إدنبرة في المملكة المتحدة، وتوفي في 7 مارس 2015 في تورونتو في كندا. حزبياً، نشط في الحزب الديمقراطي الجديد. وقد انتخب عضو مجلس العموم الكندي.